# Carolina Anna Teixeira de Mattos
Jkvr. Carolina Anna Teixeira de Mattos (Surabaya, 28 september 1868 - Den Haag, 21 april 1940), was een Nederlandse kunstschilder.

## Schilder
Carolina Anna was een miniatuurschilder, van haar is ook een zelfportret bekend.

## Familie
Carolina Anna was een lid van het geslacht Teixeira de Mattos en een dochter van bankier jhr. Abraham Louis Teixeira de Mattos (1839-1908) en de Duitse Johanna Carolina Wilhelmina Lorentz (1845-1924). Carolina had een zus en twee broers, Edward en Henry. Ze trouwde in 1893 met haar volle neef jhr. mr. David François Teixeira de Mattos (1866-1947), uit welk huwelijk vijf kinderen werden geboren.